# توربيجو
توربيجو ( بالميلية : Torbigh [turˈbiːk] ) هي بلدية (تقسيم إداري) في مقاطعة ميلانو في ايطاليا تحديدا في منطقة لومباردي ، وتقع على بعد حوالي 35 كيلومتر (22 ميل) غرب ميلانو ، على طول قناة نافيجليو غرلندي، و في 31 ديسمبر 2004 ، بلغ عدد سكانها 7486 نسمة ومساحتها 8.5 كيلومتر مربع (3.3 ميل2) .

## نبذة
تحدها البلديات التالية: كاستانو بريمو، و كاميري، و روبيكيتو كون إندونو، و غالييت، وتعد توربيجو مسقط رأس عالم الطبيعة جوزيبي جيني. وتعد أيضا موطنا للقلعة من القرون الوسطى ، التي عُرفت منذ القرن التاسع و بُنيت حول برج روماني ، وكنيسة سانتي كوزما إي داميانو (1639-1640)، وأيضًا يوجد جسر فوق القناة المائية نافيجليو غراندي من القرن السابع عشر.
وفي 3 يونيو 1859 ، كانت موقعًا لمعركة الاستقلال الإيطالي الثاني تسمى معركة توربيجو، وعبرت القوات الفرنسية البيدمونتية تيسينو عبر جسر عائم لاحتلال المدينة، تم إحياء ذكرى المعركة باسم شارع دي توربيجو ، في أحد شوارع باريس .

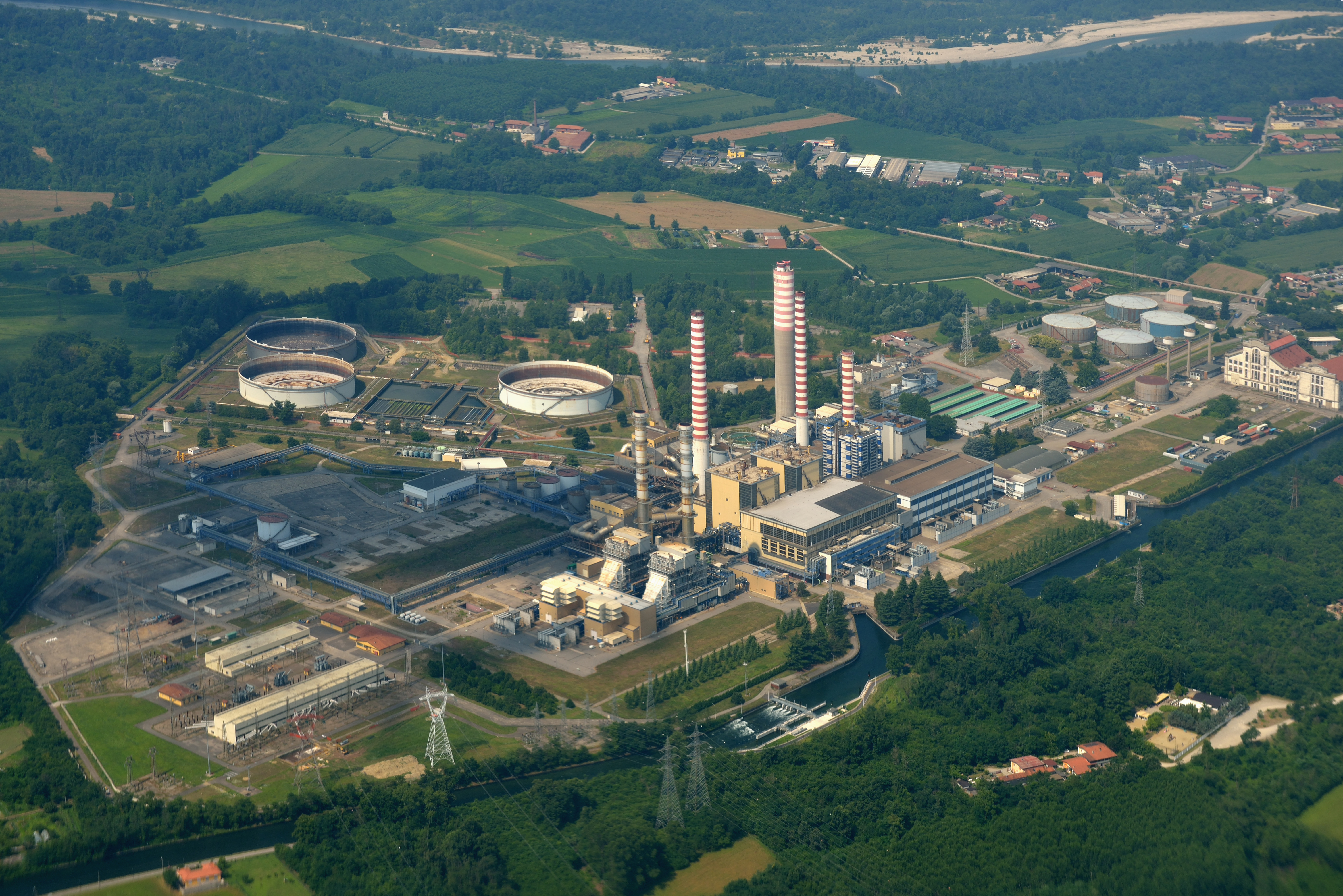
محطة الطاقة الحرارية توربيجو